# 1997年バレーボール女子アジア選手権
1997年バレーボール女子アジア選手権(The 9th Asian Women's Volleyball Championship)は、1997年9月21日から9月28日までの期間において、フィリピン・マニラで開催された第9回バレーボールアジア選手権女子大会。
9か国が参加。中国が6大会連続7回目の優勝を達成。

## 最終結果
| 順位 | 国                   |
| ---- | -------------------- |
| 1    | 中国                 |
| 2    | 韓国                 |
| 3    | 日本                 |
| 4    | チャイニーズタイペイ |
| 5    | タイ                 |
| 6    | ウズベキスタン       |
| 7    | オーストラリア       |
| 8    | フィリピン           |
| 9    | 香港                 |